# Korta möten
Korta möten (ryska: Короткие встречи: Korotkije vstretji) är en sovjetisk film från 1967 regisserad av Kira Muratova.
Filmen handlar om en kvinna (Kira Muratova) och hennes hembiträde (Nina Ruslanova) som båda ovetande är förälskade i samma man, spelad av sångaren och skådespelaren Vladimir Vysotskij. Muratovas långfilmsdebut förbjöds av den sovjetiska censuren i 20 år innan den 1987 fick officiell premiär under glasnost.